# Escut de Caldes de Malavella

Escut de Caldes de Malavella.

L'escut oficial de Caldes de Malavella té el següent blasonament:
Escut caironat: de gules, una dona d'argent banyant-se dins una tina d'or, acostada de 2 calderes d'argent. Per timbre una corona mural de vila.

## Història
Va ser aprovat el 6 de novembre de 1986 i publicat al DOGC el 3 de desembre del mateix any amb el número 774.
Armes parlants referents al termalisme present a la vila; de fet, hi ha diverses fonts i centres termals a Caldes de Malavella, i fins i tot uns banys romans prou ben conservats. S'hi representen dues calderes i una dona nua sortint d'una tina. Tradicionalment, a l'escut de la vila hi sortia una dona vella i lletja (la "mala vella" del nom de la població), però actualment a l'escut oficial s'hi representa curiosament el contrari, una dona jove i bonica.